# Vito Dellino
Vito Dellino (Bari, 16 aprile 1982) è un ex sollevatore italiano.

## Biografia
Nato nel 1982 a Bari, gareggiava nella classe di peso dei pesi gallo (56 kg).
Ha iniziato a praticare il sollevamento pesi a 16 anni.
A 26 anni ha partecipato ai Giochi olimpici di Pechino 2008, nei 56 kg, terminando 14º con 247 kg alzati, dei quali 110 nello strappo e 137 nello slancio.
L'anno successivo ha vinto due medaglie d'argento internazionali: una ai Giochi del Mediterraneo di Pescara 2009, dove ha chiuso con 140, dietro al tunisino Khalil El Maoui, con 145, e soprattutto una agli Europei di Bucarest, ai quali ha terminato con 247 kg alzati (109 nello strappo e 138 nello slancio), dietro al belga Tom Goegebuer con 252 kg.
Dopo il ritiro è diventato allenatore.

## Palmarès

### Europei
- 1 medaglia:
  - 1 argento (56 kg a Bucarest 2009)

### Giochi del Mediterraneo
- 1 medaglia:
  - 1 argento (56 kg a Pescara 2009)